# Sophronica undulata
Sophronica undulata là một loài bọ cánh cứng trong họ Cerambycidae.